# Vicenza megye
Vicenza megye (olaszul Provincia di Vicenza) Olaszország Veneto régiójának kisebb közigazgatási egysége. Székhelye Vicenza.

## Települései
Legnagyobb és legnépesebb városai: 
- Vicenza
- Bassano del Grappa
- Schio
- Valdagno
- Arzignano
- Thiene
- Montecchio Maggiore

## Külső hivatkozások
- Honlap (olaszul)